# Twin Oaks (Missouri)
Twin Oaks – wieś w Stanach Zjednoczonych, w stanie Missouri, w hrabstwie St. Louis.